# Willi Hartung (Politiker)
Willi Hartung (* 17. Januar 1910 in Koblenz; † 31. Dezember 1986 in Mainz) war ein deutscher Politiker (SPD).

## Leben
Hartung besuchte die Volksschule und absolvierte im Anschluss eine Schuhmacherlehre, die er mit der Gesellenprüfung abschloss. Er schloss sich 1924 der Sozialistischen Arbeiterjugend an und trat 1928 in die SPD ein. Nach der Machtübernahme der Nationalsozialisten wurde er aufgrund seiner vormaligen Zugehörigkeit zur SAJ von der Gestapo beobachtet. Er bestand 1935 die Meisterprüfung, zog im gleichen Jahr ins Saarland und wurde dort Geschäftsführer eines Schuhmachergeschäftes. Von 1939 bis 1945 nahm er als Soldat am Zweiten Weltkrieg teil. Zuletzt geriet er in britische Gefangenschaft, aus der er Ende 1945 entlassen wurde.
Nach seiner Rückkehr aus der Kriegsgefangenschaft arbeitete Hartung wieder in seinem erlernten Beruf. 1950 übernahm er das elterliche Schuhmachergeschäft in Koblenz, das er in den folgenden Jahren als selbständiger Schuhmachermeister leitete.
Hartung war von 1946 bis 1958 Mitglied der Koblenzer Stadtverordnetenversammlung bzw. des Stadtrates und wurde dort 1950 zum Vorsitzenden der SPD-Fraktion gewählt. Bei den Landtagswahlen 1951 und 1955 wurde er jeweils in den Rheinland-Pfälzischen Landtag gewählt, dem er bis 1959 angehörte. Im Landtag war er von 1955 bis 1959 Mitglied des Petitionsausschusses.
Neben seiner beruflichen und politischen Tätigkeit engagierte sich Hartung für den Karneval. Er war Vorstandsmitglied der Arbeitsgemeinschaft Koblenzer Karneval und 30 Jahre lang Vorsitzender des 1922 gegründeten Karnevalsvereins KKG Rot-Weiß-Grün Kowelenzer Schängelcher 1922 e.V.

## Ehrungen und Auszeichnungen
2010 benannte die Stadt Koblenz mit dem Willi-Hartung-Weg eine Straße nach ihm.